# WWE Evolution (2018)
WWE Evolution est un Évènement de catch (lutte professionnelle) produit par la World Wrestling Entertainment (WWE), une fédération de catch américaine qui est télédiffusée et visible en streaming payant sur le WWE Network, ainsi que sur les chaînes de télévision française AB1 et belge ABXplore. L'événement a eu lieu le 28 octobre 2018 au Nassau Veterans Memorial Coliseum à Uniondale (New York). Il s'agit du tout premier évènement 100% féminin de l'histoire de la compagnie.

## Contexte
Les spectacles de la World Wrestling Entertainment (WWE) sont constitués de combats aux résultats prédéterminés par les scénaristes de la WWE. Ces rencontres sont justifiées par des storylines – des rivalités entre catcheurs, la plupart du temps – ou par des qualifications survenues dans les shows de la WWE telles que Raw, SmackDown et NXT. Les catcheurs possèdent une gimmick, c'est-à-dire qu'ils incarnent un personnage gentil (Face) ou méchant (Heel), qui évolue au fil des rencontres. Un événement comme Evolution est donc un événement tournant pour les différentes storylines en cours, et peut servir de conclusion à certaines d'entre elles,.

## Tableau des combats
| Ordre par numéros | Résultat | Stipulation(s)                                                         | Temps |
| --- | --- | ---------------------------------------------------------------------- | ----- |
| 1P | Rhea Ripley bat Dakota Kai                                                                                               | Match simple                                                           | 04:21 |
| 2 | Lita et Trish Stratus battent Mickie James et Alicia Fox (avec Alexa Bliss)                                              | Tag Team match                                                         | 11:05 |
| 3 | Nia Jax remporte la Women's Battle Royal en éliminant Ember Moon en dernière position                                    | Women's Battle Royal pour un championnat féminin                       | 16:10 |
| 4 | Toni Storm bat Io Shirai                                                                                                 | Match simple – Finale du tournoi Mae Young Classic                     | 10:20 |
| 5 | Boss'n'Hug Connection (Bayley et Sasha Banks) et Natalya battent The Riott Squad (Ruby Riott, Liv Morgan et Sarah Logan) | 6-Woman Tag Team match                                                 | 13:10 |
| 6 | Shayna Baszler bat Kairi Sane (c) par soumission                                                                         | Match simple pour le Championnat féminin de NXT                        | 12:10 |
| 7 | Becky Lynch (c) bat Charlotte Flair                                                                                      | Last Woman Standing match pour le Championnat féminin de WWE SmackDown | 28:40 |
| 8 | Ronda Rousey (c) bat Nikki Bella par soumission                                                                          | Match simple pour le Championnat féminin de WWE RAW                    | 14:15 |
| La lettre C placée entre parenthèses désigne la personne ou l’équipe championne en titre. P – indique que le match a eu lieu lors du pré-show | |                                                                        |       |

### ÉLes participantes de la Women's Battle Royal
Le 22 octobre 2018, les 20 catcheuses suivantes ont été confirmées :
 - Raw
 - SmackDown
 - Agent libre
| Entrante        | Annoncée le     |
| --------------- | --------------- |
| Tamina          | 15 octobre 2018 |
| Ember Moon      | 15 octobre 2018 |
| Nia Jax         | 15 octobre 2018 |
| Dana Brooke     | 15 octobre 2018 |
| Maria Kanellis  | 19 octobre 2018 |
| Billie Kay      | 15 octobre 2018 |
| Peyton Royce    | 15 octobre 2018 |
| Asuka           | 15 octobre 2018 |
| Mandy Rose      | 15 octobre 2018 |
| Sonya Deville   | 15 octobre 2018 |
| Carmella        | 15 octobre 2018 |
| Lana            | 15 octobre 2018 |
| Naomi           | 15 octobre 2018 |
| Zelina Vega     | 22 octobre 2018 |
| Torrie Wilson   | 15 octobre 2018 |
| Michelle McCool | 19 octobre 2018 |
| Alundra Blayze  | 19 octobre 2018 |
| Ivory           | 19 octobre 2018 |
| Kelly Kelly     | 19 octobre 2018 |
| Molly Holly     | 19 octobre 2018 |